# Motława Wielka
Motława Wielka – przepływowe jezioro rynnowe w Polsce położone w województwie pomorskim, w powiecie sztumskim, w gminie Stary Dzierzgoń, na obszarze Pojezierza Dzierzgońsko-Morąskiego.
Ogólna powierzchnia: 58,9 ha